# John Simpson Mackennal

John Simpson Mackennal: Phaeton lenkt den Sonnenwagen, 1860 Gipsrelief

John Simpson Mackennal (* 1832 in Stranraer, Ayrshire, Schottland; † 24. Januar 1901 in East Melbourne, Victoria, Australien) war ein schottisch-australischer Bildhauer und Architekt. Er wurde für seine neoklassizistischen Skulpturen und Reliefs sowie für seine Beiträge zur Entwicklung der australischen Bildhauerei im 19. Jahrhundert bekannt.

## Leben
John Simpson Mackennal war ein lokal bekannter Architekturmodellbauer und Bildhauer. Der aus Schottland stammende Einwanderer studierte an der Collegiate Institution in Liverpool und absolvierte gleichzeitig eine Lehre als Architekturmodellbauer. Er wanderte zwischen 1852 und 1854 nach Australien aus, wo er auf den Goldfeldern von Ballarat jedoch erfolglos blieb. Anschließend kehrte er nach Melbourne zurück und gründete 1856 zusammen mit James Scurry ein Unternehmen für Architekturmodellbau. Sie wurden beauftragt, unter der Aufsicht von Charles Summers Gipsfiguren und Dekorationen für das Parliament House in Melbourne anzufertigen. John Simpson Mackennal schuf auch Figuren für die Fassaden vieler anderer öffentlicher Gebäude in Melbourne, darunter der alte Fleischmarkt, die Gerichtshöfe und das Windsor Hotel. John Simpson Mackennal war ein Gründungsmitglied der Victorian Academy of Art. John Simpson Mackennal war mit Annabella, geborene Hyde, verheiratet. Ihr zweiter Sohn, den er in Kunst unterrichtete, war der Bildhauer Sir Edgar Bertram Mackennal (1863–1931). Ein weiterer Sohn war der australische Architekt Horace John Mackennal (gest. 1949).

## Werk
John Simpson Mackennal war ein Vertreter des neoklassizistischen Stils. Seine Werke zeichnen sich durch idealisierte Formen und mythologische Themen aus. Zu seinen bekannten Arbeiten gehören:
- Phaethon Driving the Chariot of the Sun (1860): Ein Gipsrelief, das die mythologische Figur Phaethon darstellt.
- Three Angels (1861): Ein weiteres Gipsrelief mit drei Engeln.
- Spirits of Youth and Joy: Ein Gipsrelief, das Jugend und Freude symbolisiert.